# سيجيب إدوارد مونبيتيت
سيجيب إدوارد مونبيتيت (بالفرنسية: Cégep Édouard-Montpetit)‏ هي كلية فرنكوفونية عامة في لونغوي، كيبك، كندا. تم تسجيل ما يقرب من 7،300 طالب (خريف 2016) (كما هو الحال في برامج التعليم المستمر) في حرمين جامعيين، يقع الحرم الرئيسي في لونغوي والمدرسة الوطنية لتقنيات الطيران في حرم سانت هوبيرت. وهي تابعة لكليات ومعاهد كندا [الإنجليزية] والرابطة الكندية لألعاب القوى [الإنجليزية].

## وصلات خارجية
- موقع سيجيب إدوارد مونبيتيت (باللغة الفرنسية)
- الموقع الرسمي للمدرسة الوطنية لتقنيات الطيران (باللغة الفرنسية)
- باللغة الإنجليزية